# Дервиза
Дервиза, Дервиз — праздник урожая у крымских татар. Отмечается Дервиза в день осеннего солнечного равноденствия — 22 или 23 сентября.

## Этимология
Название Дервиза состоит из двух корней: «дер» означает дверь, ворота, «виза» — разрешение на въезд, проход. Словарь С. М. Усеинова даёт основное значение на русском языке как «праздник урожая».

## Обычаи празднования
Обрядовость крымских татар сложилась из общеисламских праздников, из которых особо почитаются и широко празднуются Ураза-байрам и Курбан-байрам и народных праздников земледельческого и скотоводческого календаря к которым относятся: Наврез, Хыдырлез и Дервиза. Отмечается праздник в день солнечного равноденствия — 22 сентября. Хыдырлез приурочен к началу полевых работ, а Дервиза символизирует окончание земледельческого цикла, сбор плодов и приближение холодов. После этого дня силы природы «отмирают», в Крыму с каждым днем подступают осенние холода. Праздничные призыв звучал «Дервиза байрамынъыз ве йылынъыз берекетли ве хайырлы олсун! Даа чокъ байрамларгъа етеик!» «Пусть праздник Дервиза будет плодородным и богатым! Пусть даст Всевышний дожить до следующего праздника Дервиза!».

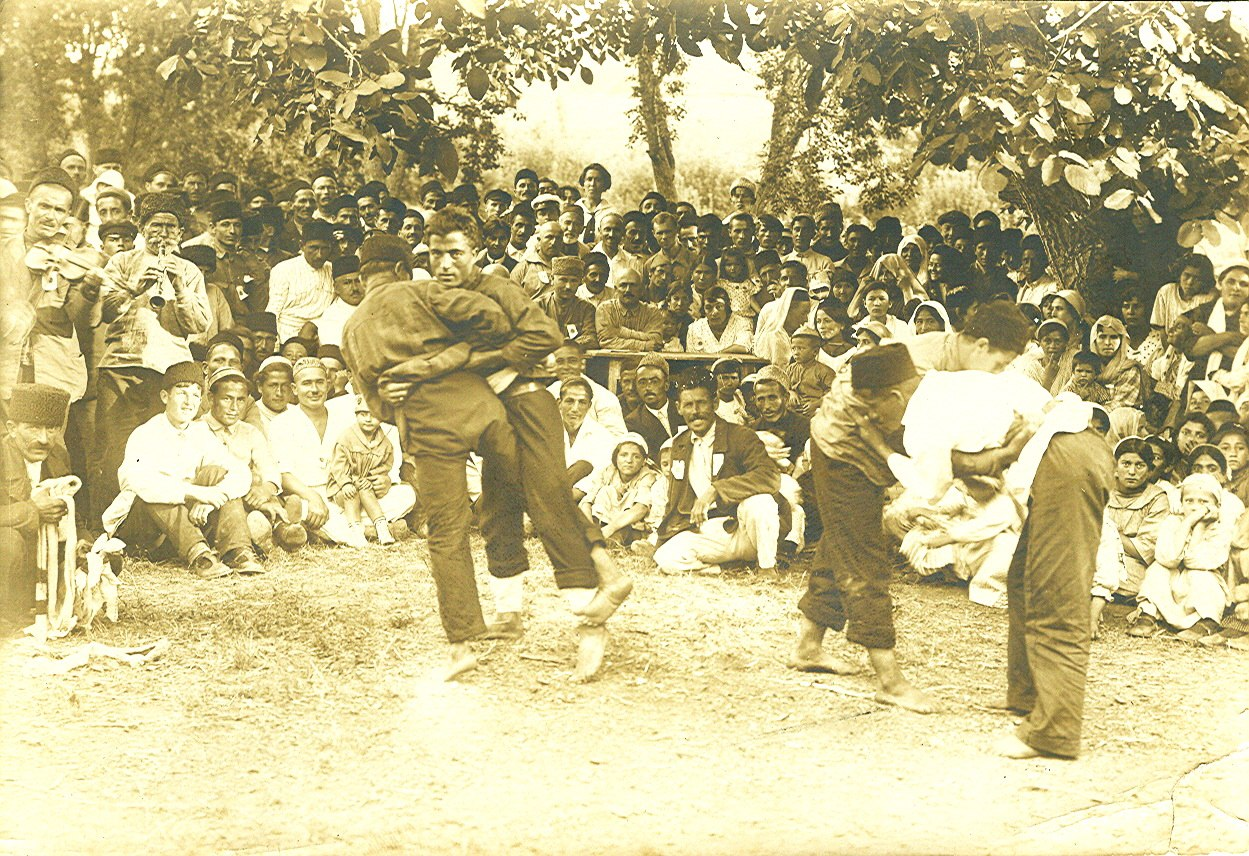
Борьба куреш на празднике Дервиза в Крыму, 1920-е годы

Накануне праздника женщины с особой тщательностью занимались убранством дома и двора наводя чистоту и порядок непременные условия встречи праздника. Утро начиналось с молитвы и ритуального жертвоприношения. Проводилось гадание с помощью сита «элек». Его бросали катиться колесом вниз по склону, чтобы узнать наперед итоги года. Упавшее вверх дном предвещало хороший урожай, дном вниз — плохой, а если сито останавливалось на ребре — это предвещало высокий колос у зерновых.
В день праздника девушки в нарядных одеждах рассеивали золу по полям, огородам, в садах и виноградниках. Юноши окуривали дымом хозяйственные постройки. Народ собирался в урочном месте, обычно рядом с источниками воды или рядом со святым местом — Азизом. Произносилась общая молитва. В жертву приносился баран. Дети надевали вывернутые мехом наружу овчинные тулупы, олицетворяя приближение зимы, и одновременно сообщая о начале праздника. Женщины готовили национальные угощения, обязательным среди которых было «кобете». Мужчины состязались в бросании камней на расстояние, приговаривая: «Къара куньлер таш къайткъанда къайтып кельсинлер» — «Пусть черные дни возвратятся тогда, когда возвратится этот камень» (то есть — никогда). Непременным элементом праздника была национальная борьба на поясах куреш, конные скачки. Обязательно проводились ярмарки. Праздник завершался всеобщим танцем — хораном, который предстает как символ единства общины (джемаата) в достижении всеобщей цели (сбор урожая).
Для девушек на ветви высокого дерева подвешивали качели, украшая их цветами. В этот день подводились итоги сельскохозяйственного труда в пределах дней весеннего и осеннего солнцестояния — от Хыдырлеза (праздник окончания весенних полевых работ) до Дервизы, завершающей посев озимых, прием овец от спустившихся с яйлы чабанов и расчёты хозяев с ними. С этого дня начинается сезон свадеб, за которыми следовала тщательная подготовка к зиме.

## Большая Дервиза
Празднование в пределах одного маале или деревни ещё называют малой Дервизой. Празднование в масштабах Крыма называют большой Дервизой.
В Крымской АССР первый Всекрымский Дервиз был организован в селе Кутлак Судакского района в 1923 году. Праздник торжественно открыл Вели Ибраимов, в будущем Председатель ЦИК Крымской АССР. Ведущий крымскотатарский актёр Хайри Эмир-Заде участвовал в представлении. В Ускюте в 1924 году состоялся второй Крымский Дервиз, который начался выступлением Вели Ибраимова.
Дервиза отмечали и после депортации крымских татар. В 1968 году в городе Чирчик, около Ташкента, состоялся большой Дервиз. Когда в этом же городе хотели устроить вторую Дервизу организованную при содействии деятелей национального движения, милиция запретила мероприятие.
После массового возвращения крымских татар в Крым, в 1990 году крупный фестиваль был устроен в Биюк-Озенбаш.
С 2014 года празднование происходит при поддержке Государственного комитета по делам межнациональных отношений Республики Крым. Мероприятия посвященный празднику проходят во всех районах Крыма. Праздничные выставки и представления организуются в школах, где обучаются крымские татары.

### Большие Дервизы
- 1923 село Кутлак Судакский район
- 1924 село Ускут Алуштинский район
- 1968 город Чирчик, Узбекистан
- 1990 село Биюк-Озенбаш, Бахчисарайский район
- 2004 Евпатория (16-17 августа 2004 показаны фольклорные элементы праздника в рамках I Международного фестиваля крымскотатарской и турецкой культуры «Гезлевские ворота»)
- 2005 Бахчисарай
- 2020 база отдыха Кизил-коба[4]

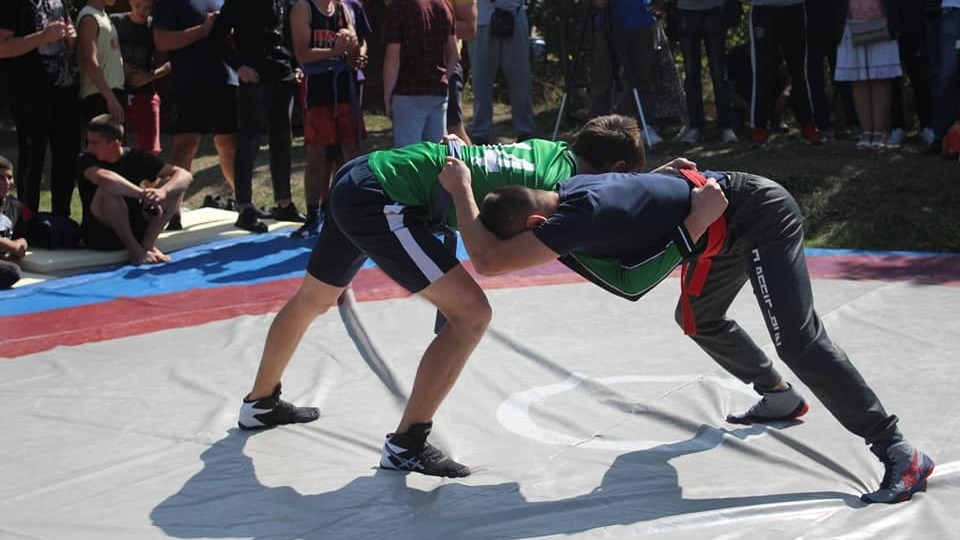
Борьба куреш
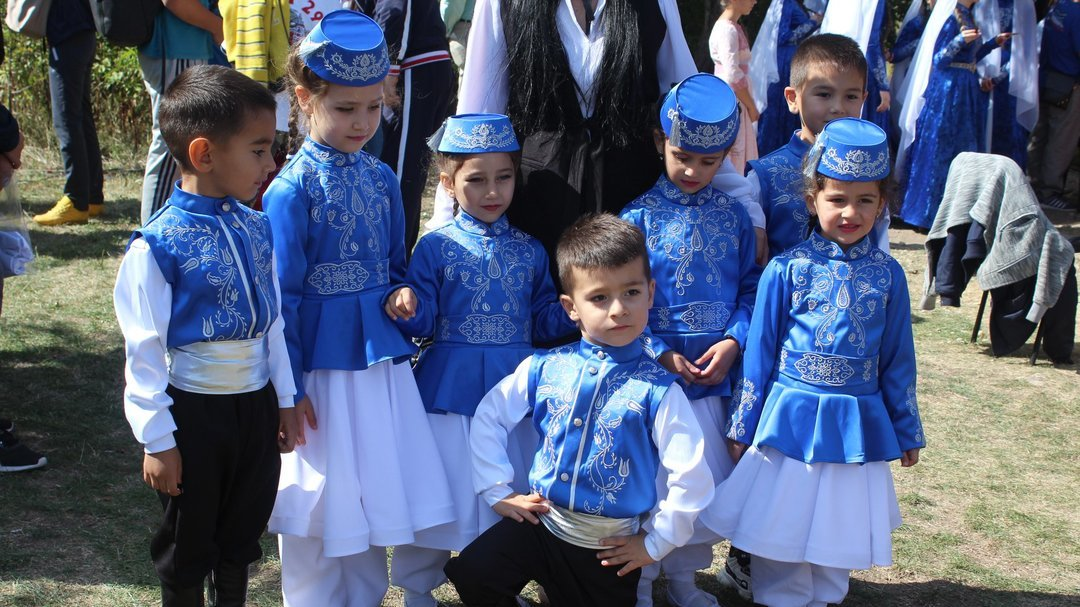
Члены фольклорных коллективов
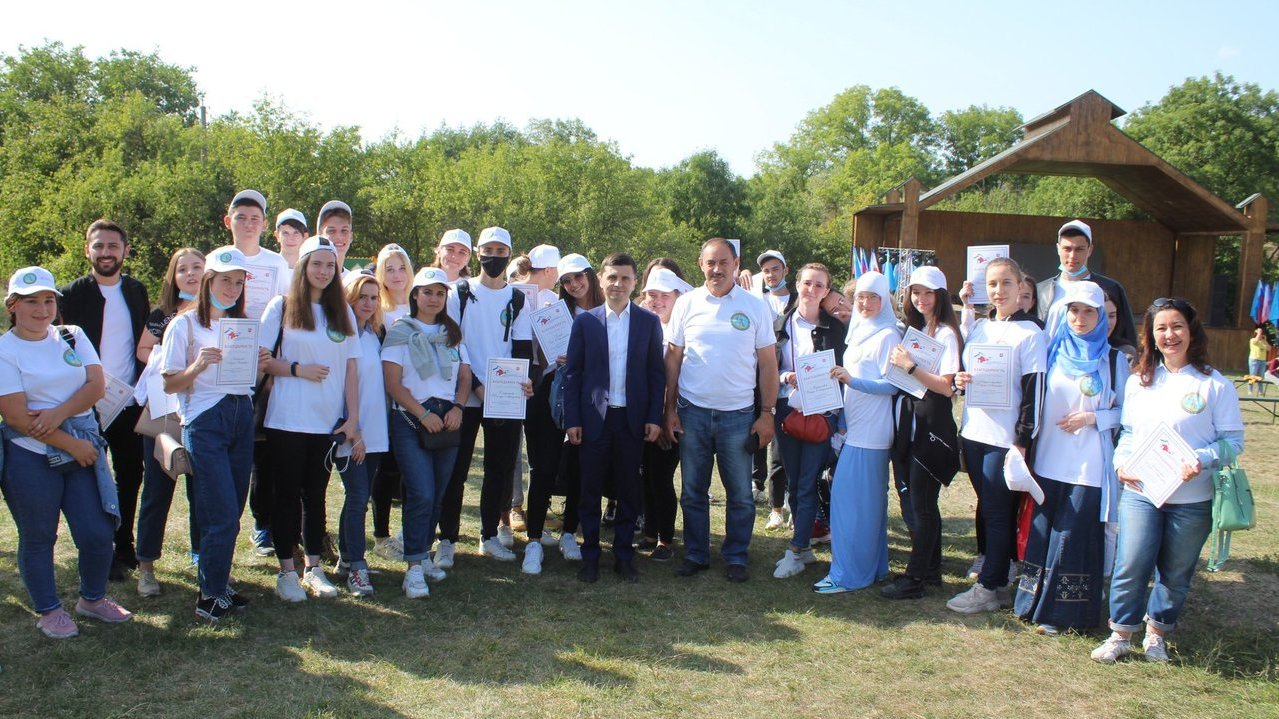
Председатель Госкомнаца РК Альберт Кангиев и депутат Госдумы РФ  Руслан Бальбек на празднике Дервиза в 2020